# AC 키에보베로나
아소차치오네 칼초 키에보베로나(Associazione Calcio ChievoVerona S.r.l.)는 보통 키에보베로나(ChievoVerona) 또는 키에보(Chievo)라고 불리는 이탈리아의 축구단으로, 베네토주 베로나를 연고로 한다.
본 구단은 1929년 창단했고, 1948년에 재창단했다. 키에보는 이탈리아 축구에 있어서 유일무이한 역사를 기록한 구단으로, 지역 리그에서 시작하여 이탈리아 축구 리그 피라미드를 올라와 세리에 A와 UEFA 클럽 대항전까지 진출하는 역사를 가진 유일한 구단이다.

## 역사

### 2021년 프로 축구계에서 퇴줄
2021년 7월, 이탈리아 축구 연맹의 기관인 프로 축구단 감독 위원회(Covisoc)는 키에보의 세리에 B 2020-21시즌 등록 신청을 과도한 채무 상태의 이유로 반려한다. 키에보는 이탈리아 축구 연맹(FIGC), 이탈리아 올림픽 위원회(CONI), 지방행정법원에 차례대로 항소했으나 모두 기각됐다. 이로서 과다한 세금 채무로 인해 키에보의 프로 축구계에서 추방이 결정됐으며, 강등 예정이었던 코센차가 구제되어 세리에 B에서 키에보의 자리를 대신하게 되었다.

## 경기장
스타디오 마르칸토니오 벤테고디는 베로나에 있는 경기장이다. 이 경기장은 키에보베로나의 더비 라이벌인 베로나의 홈 경기장이기도 하다.

## 현재 선수 명단
2015년 1월 29일 현재
참고: FIFA 자격 규정에 따라 소속된 국가대표팀 국기를 표시합니다. 선수는 복수의 FIFA 비회원국 국적을 가지고 있을 수 있습니다.
| 번호 | 포지션 | 국적       | 이름                                      |
| ---- | ------ | ---------- | ----------------------------------------- |
| 1    | GK     |            | 알바노 비사리                             |
| 3    | DF     |            | 다리오 다이넬리                           |
| 5    | DF     |            | 알레산드로 감베리니                       |
| 7    | MF     |            | 페데리코 마티엘로 (유벤투스에서 임대)     |
| 8    | MF     | 세르비아   | 이반 라도바노비치                         |
| 9    | FW     |            | 니콜라 포치                               |
| 10   | MF     |            | 아네르스 크리스티안센                     |
| 11   | MF     | 알바니아   | 아르만도 바유시                           |
| 12   | DF     | 슬로베니아 | 보스얀 케사르                             |
| 13   | MF     |            | 마리아노 이스코                           |
| 14   | MF     | 가나       | 아이삭 코피 (제노아에서 임대)             |
| 17   | GK     |            | 크리스티안 푸조니                         |
| 18   | MF     |            | 이오아니스 페트파지디스 (제노아에서 임대) |

| 번호 | 포지션 | 국적                  | 이름                                 |
| ---- | ------ | --------------------- | ------------------------------------ |
| 19   | MF     |                       | 루벤 보타 (인테르에서 임대)          |
| 20   | DF     |                       | 젠나로 사르도                        |
| 21   | DF     |                       | 니콜라 프레이                        |
| 23   | MF     | 슬로베니아            | 발테르 비르사 (밀란에서 임대)        |
| 24   | MF     |                       | 에제키엘 스켈로토(인테르에서 임대)   |
| 25   | GK     |                       | 프란체스코 바르디(인테르에서 임대)   |
| 31   | FW     |                       | 세르조 펠리시어 (주장)               |
| 34   | DF     |                       | 크리스티아노 비라기(인테르에서 임대) |
| 43   | FW     |                       | 알베르토 팔로스키                    |
| 56   | MF     |                       | 폐르파림 헤테마즈                    |
| 69   | FW     |                       | 리카르도 메조리니                    |
| 87   | DF     | 보스니아 헤르체고비나 | 에르빈 주카노비치 (헨트에서 임대)    |
| 90   | GK     |                       | 안드레아 세쿨린                      |

## 역대 감독
| 감독        | 임기        |
| ----------- | ----------- |
| 롤란도 마란 | 2014 ~ 2018 |